# Roststjärtad liekolibri
Roststjärtad liekolibri (Eutoxeres condamini) är en fågel i familjen kolibrier.

## Utseende och läte
Roststjärtad liekolibri är en kraftigt streckad kolibri med en spektakulär mycket krökt näbb. Arten liknar dess närmaste släkting vitstjärtad liekolibri, men har istället beigefärgade kanter på stjärtfjädrarna och glittrande blå eller gröna fläckar på halssidorna. Sången består av en utdragen, rullander serie med mjuka tjirpanden.

## Utbredning och systematik
Roststjärtad liekolibri delas in i två underarter med följande utbredning:
- Eutoxeres condamini condamini – förekommer i östra Anderna (södra Colombia till norra Peru)
- Eutoxeres condamini gracilis – förekommer i östra Anderna (Peru till nordvästra Bolivia)

## Levnadssätt
Roststjärtad liekolibri hittas i fuktiga skogar i förberg. Den livnär sig mestadels av nektar från Heliconia-blommor och ses nästan alltid i dess närhet. Olikt andra kolibrier besöker den inte kolibrimatare.

## Status och hot
Arten har ett stort utbredningsområde, men tros minska i antal, dock inte tillräckligt kraftigt för att den ska betraktas som hotad. Internationella naturvårdsunionen IUCN listar arten som livskraftig (LC).

## Namn
Fågelns vetenskapliga artnamn hedrar Charles Marie de la Condamine (1701-1774), fransk vetenskapsman, matematiker och upptäcktsresande bland annat på Amazonfloden 1735-1743.